# Synelasma baramensis
Synelasma baramensis là một loài bọ cánh cứng trong họ Cerambycidae.